# 巧克力山
巧克力山位於菲律賓保和省中部的卡門（Carmen）附近，估計由1,268至約1,776個圓錐形的山丘構成，高度從30到50米不等，最大的高度為120米 。在4至6月，被綠草覆蓋的山丘在乾季會轉變為咖啡色，形似巧克力，因此得名。於1988年6月18日被宣佈為菲律賓的第三座國家地質紀念物，並於2006年被聯合國教科文組織提名為世界自然遺產。